# Departamental (estación)
Departamental es una estación ferroviaria que forma parte de la Línea 2 del Metro de Santiago de Chile. Se encuentra subterránea entre las estaciones Lo Vial y Ciudad del Niño bajo la Gran Avenida a la altura del Paradero 12, en la comuna de San Miguel.

## Entorno y características
Posee un moderado flujo de pasajeros y se encuentra en una zona de relativa actividad económica, cerca de grandes extensiones de viviendas (barrios residenciales Gauss y Atacama al poniente, Plaza Llico, Lo Mena y Recreo al oriente). La afluencia de público se ve incrementada notablemente a las primeras horas de la mañana y en las últimas de la tarde. En el entorno inmediato de la estación se ubican diversos locales comerciales, entre los que se destacan un supermercado y una tienda Homecenter Sodimac. La estación posee una afluencia diaria promedio de 11 837 pasajeros.

### Accesos
| Acceso | Intersección                   |
| ------ | ------------------------------ |
| A      | Gran Avenida con Tristán Matta |
| B      | Gran Avenida con Calle 1       |

## Origen etimológico
El nombre de la estación proviene de la Avenida Departamental ubicada una cuadra al sur de la estación. Esta avenida es una de las más importantes del sector sur de la ciudad de Santiago de Chile, generando un nudo vial de importancia en su intersección con la Gran Avenida.
Su nombre proviene de que, antiguamente, esta calle sirvió como límite entre el Departamento de Santiago y el Departamento de La Victoria.
Se simbolizaba anteriormente con un número 12, debido a la ubicación de la estación en el paradero 12 de la Gran Avenida.

## Galería

Antiguo símbolo con que se identificó a la estación.
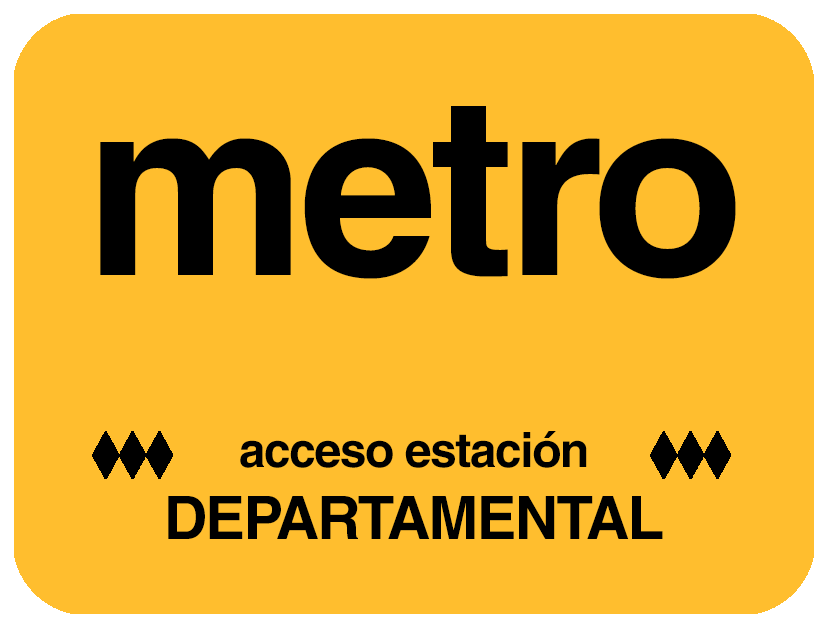
Letrero utilizado en los accesos a la estación hasta 1997.
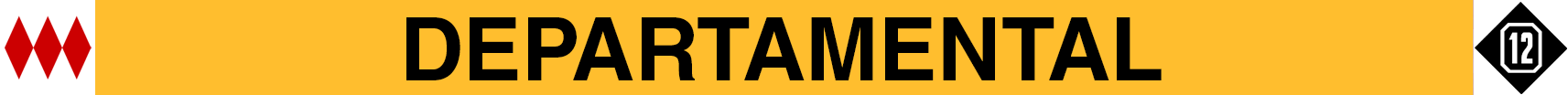
Cenefa antigua utilizada en los andenes.
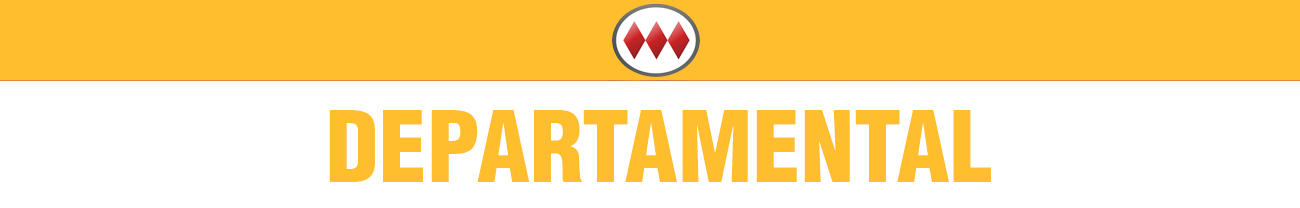
Cenefa utilizada actualmente en los andenes.
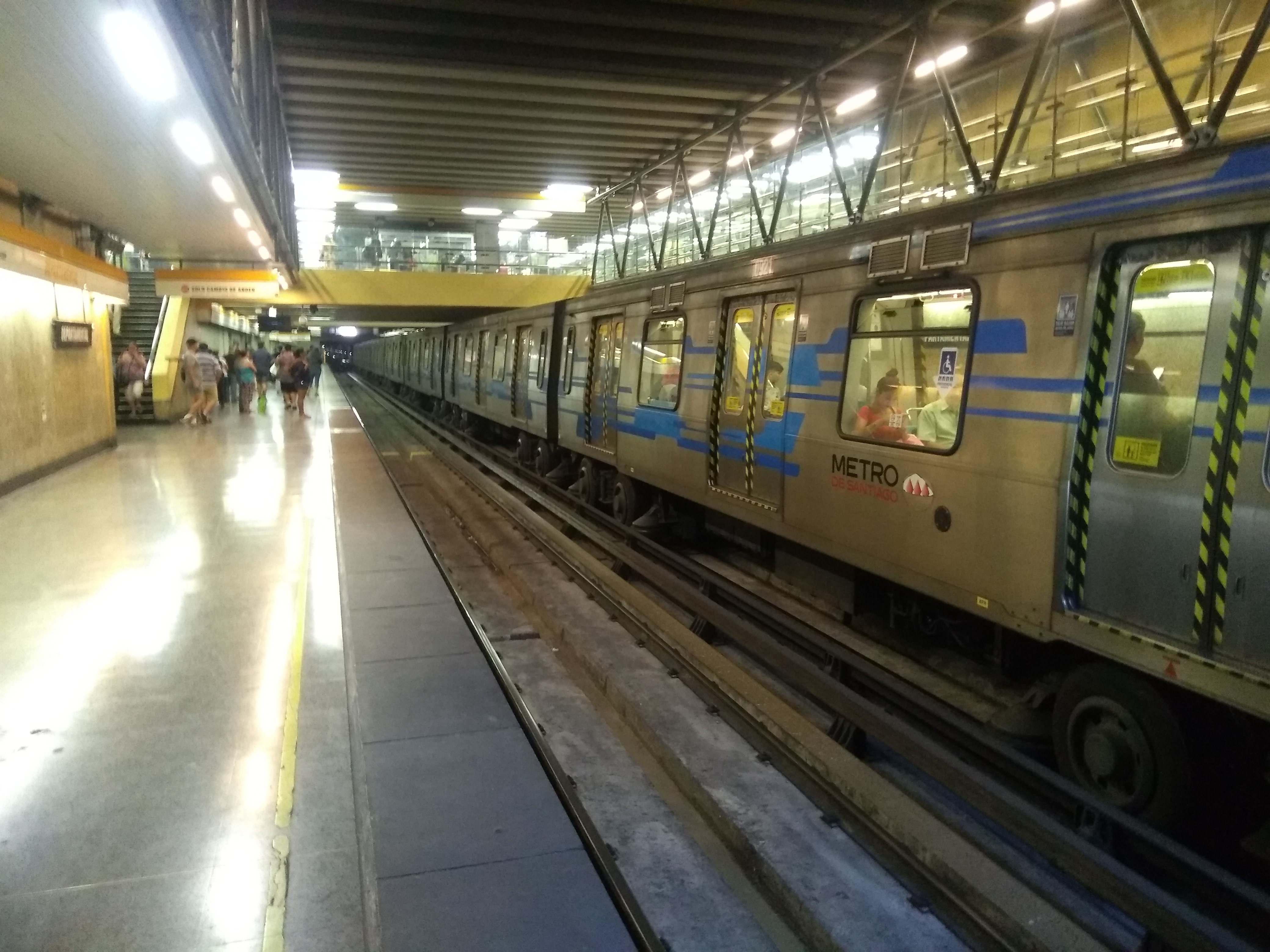
Tren NS-2004 detenido en la estación.

## Conexión con Red Metropolitana de Movilidad
La estación posee 5 paraderos de la Red Metropolitana de Movilidad en sus alrededores, los cuales corresponden a:
| Paradero/ Código                       | Recorridos |
| -------------------------------------- | --- |
| Parada 1 / Metro Departamental (PH34)  | 102 (Metro Las Rejas) - 107 (Ciudad Empresarial) - 108 (Maipú) |
| Parada 2 / Metro Departamental (PH127) | 201 (Mall Plaza Norte) - 214 (Los Libertadores) - 223 (Santiago) - 226 (Centro) - 229 (Metro La Moneda) - 264n (Pedro Fontova) - 271 (Santiago) - 301 (Juan Antonio Ríos) - H05 (Metro Carlos Valdovinos) - H14 (Metro Franklin) |
| Parada 3 / Metro Departamental (PH119) | 201 (San Bernardo) - 214 (Santa Olga) - 223 (Lo Espejo) - 226 (Nonato Coo) - 229 (La Pintana) - 264n (Santo Tomás) - 271 (San Bernardo)                                                                                          |
| Parada 4 / Metro Departamental (PH11)  | 102 (Pie Andino) - 107 (Av. Departamental) - 108 (La Florida) |
| Parada 5 / Metro Departamental (PH260) | 301 (Angelmó) - H05 (Población Dávila) - H14 (Mall Florida Center) |